# Laposcsőrű motmot
A laposcsőrű motmot (Electron platyrhynchum) a madarak osztályának verébalakúak (Passeriformes)  rendjébe és a motmotfélék (Momotidae) családjába tartozó faj.

## Rendszerezése
A fajt Benjamin Leadbeater brit ornitológus írta le 1829-ben, a Momotus nembe Momotus platyrhynchus néven.

## Alfajai
- Electron platyrhynchum chlorophrys Ribeiro, 1931
- Electron platyrhynchum colombianum Meyer de Schauensee, 1950
- Electron platyrhynchum minus (Hartert, 1898)
- Electron platyrhynchum orienticola Oberholser, 1920
- Electron platyrhynchum platyrhynchum (Leadbeater, 1829)
- Electron platyrhynchum pyrrholaemum (Berlepsch & Stolzmann, 1902)[2]

## Előfordulása
Costa Rica, Honduras, Nicaragua, Panama, Bolívia, Brazília, Ecuador, Kolumbia és Peru területén honos. Természetes élőhelyei a szubtrópusi és trópusi síkvidéki esőerdők és lombhullató erdők. Állandó, nem vonuló faj.

## Megjelenése
Testhossza 39 centiméter, testtömege 56-66 gramm.

## Életmódja
Főleg rovarokkal táplálkozik, de pókokat, skorpiókat, kisebb békákat, gyíkokat és kígyókat is fogyaszt.

## Természetvédelmi helyzete
Az elterjedési területe rendkívül nagy, egyedszáma viszont csökken, de még nem éri el a kritikus szintet. A Természetvédelmi Világszövetség Vörös listáján nem fenyegetett fajként szerepel.